# 216 (число)
216 (двести шестнадцать) — натуральное число, расположенное между числами 215 и 217. Оно не является простым числом, а относительно последовательности простых чисел расположено между 211 и 223.

## Свойства и значение
Число 216 принадлежит ко множеству чётных натуральных чисел. Оно факторизуется в виде произведения простых чисел 2 × 2 × 2 × 3 × 3 × 3. Известно, что число 216 является наименьшим кубом, который представим в виде суммы трёх других кубов:
. 
Следующим за ним в этом ряду является число 729: 
Число 216 представимо в виде суммы двух простых чисел-близнецов: {\displaystyle 216=107+109}. Оно является магической константой для наименьшего из возможных мультипликативных магических квадратов. Принадлежит к последовательности чисел Фридмана.
Число 216 связано с тремя последовательными стихами Второй книги Моисея 14:19, 14:20 и 14:21. Каждый из этих стихов содержит в себе 72 буквы, что в сумме даёт 216.